# Suicidio asistido en los Estados Unidos

Leyes estatales sobre el suicidio asistido en los Estados Unidos
----
Legal
Legal bajo sentencia judicial^{1}
Illegal
----^{1} En su decisión de 2009 Baxter contra Montana, la Corte Suprema de Montana dictaminó que el suicidio asistido no violaba el precedente legal de Montana ni los estatutos estatales, aunque ninguna ley de Montana lo permitía específicamente.

El suicidio asistido es el suicidio que se realiza con la ayuda de otra persona. En Estados Unidos, el término "suicidio asistido" se suele utilizar para describir lo que sus defensores denominan ayuda médica para morir, en la que a los adultos con enfermedades terminales se les prescriben y se autoadministran barbitúricos si consideran que están sufriendo mucho. El término suele utilizarse indistintamente con "suicidio asistido por un médico" (PAS; physician-assisted suicide), "muerte asistida por un médico", "muerte asistida" y "ayuda médica para morir" (MAiD; medical aid in dying).
El suicidio asistido es similar pero distinto de la eutanasia (a veces denominada "muerte piadosa"). En los casos de eutanasia, otra parte actúa para provocar la muerte de la persona con el fin de poner fin a su sufrimiento. En los casos de suicidio asistido, una segunda persona proporciona los medios para que la persona pueda poner fin voluntariamente a su propia vida, pero no causa directamente la muerte de la persona.
El suicidio asistido por un médico, o "ayuda médica para morir", es legal en once jurisdicciones: California, Colorado, Distrito de Columbia, Hawái, Montana, Maine, Nueva Jersey, Nuevo México, Oregón, Vermont y Washington. Estas leyes (excluyendo Montana, ya que no hay ley) declaran expresamente que "las acciones realizadas de conformidad con [la Ley] no constituirán, a ningún efecto, suicidio, suicidio asistido, homicidio por piedad u homicidio, según la ley". Esto distingue el acto legal de "ayuda médica para morir" del acto de ayudar a alguien a morir por suicidio, que está prohibido por ley en 42 estados y prohibido por el derecho consuetudinario en otros seis estados y el Distrito de Columbia. Una encuesta de 2018 de Gallup mostró que una sólida mayoría de los estadounidenses, con un 72 por ciento a favor, apoya las leyes que permiten a los pacientes buscar la ayuda de un médico para poner fin a su vida. Sin embargo, el suicidio asistido sigue siendo ilegal en la mayoría de los estados de la nación.
En 2022, el estado de Oregón declaró inconstitucional negar el suicidio asistido a las personas de otros estados que estuvieran dispuestas a viajar a Oregón para morir de esa forma, dando de hecho a los residentes de fuera del estado la oportunidad de morir mediante suicidio asistido por un médico. Antes de que alguien viaje a Oregón para morir mediante suicidio asistido por un médico, quienes ayuden al paciente a viajar a Oregón podrían ser procesados por ayudar al suicidio. Una vez adquiridos los barbitúricos, si el paciente regresa a su estado de origen, quienes le ayuden a mezclar la dosis mortal de barbitúricos pueden ser procesados por ayudar al suicidio. Vermont eliminó su requisito de residencia en 2023 para resolver una demanda.
El castigo por participar en una muerte asistida por un médico varía en los demás estados. El estado de Wyoming no "reconoce los delitos de derecho común y no tiene una ley que prohíba específicamente el suicidio asistido por un médico". En Florida, "toda persona que ayude deliberadamente a otra a cometer un autoasesinato será culpable de homicidio involuntario, delito grave de segundo grado".

## Historia

### Primeros movimientos
El primer impulso significativo para legalizar el suicidio asistido en Estados Unidos surgió en los primeros años del siglo XX. En un artículo publicado en 2004 en el Boletín de Historia de la Medicina (Bulletin of the History of Medicine), el historiador Jacob M. Appel, de la Universidad de Brown, documentó un amplio debate político sobre la legislación para legalizar la muerte asistida por un médico en Iowa y Ohio en 1906.
En Ohio, la legislación se inspiró en la campaña de la heredera Anna Sophina Hall, cuya madre había tenido una muerte larga, prolongada y dolorosa a causa de un cáncer de hígado. A pesar de los esfuerzos de Hall, el proyecto de ley fue rechazado por la legislatura de Ohio por 79 votos a favor y 23 en contra.

### Glucksberg contra Washington
El Dr. Harold Glucksberg, en 1994, junto con otros cuatro médicos, tres pacientes terminales y Compassion in Dying, presentaron una demanda contra el estado de Washington por prohibir el suicidio asistido. El caso se presentó ante el Tribunal de Distrito en 1994.
Tras una serie de apelaciones, el Tribunal Supremo de EE. UU. decidió en 1997 por unanimidad mantener la prohibición de Washington. Citaron la Cláusula del Debido Proceso y argumentaron que el suicidio asistido no está garantizado como una libertad fundamental protegida por el debido proceso. El caso permitió a cada estado decidir de forma independiente sobre la cuestión de la ayuda médica a morir. Sentó las bases para los esfuerzos legislativos a nivel estatal para permitir o prohibir el suicidio asistido por un médico.

### Dr. Kevorkian
El suicidio asistido en Estados Unidos saltó a la palestra pública en la década de 1990 con el sonado caso del Dr. Jack Kevorkian. Kevorkian ayudó a más de 40 personas a morir por suicidio en Michigan. Su primer suicidio asistido público fue el de Janet Adkins en 1990, una mujer de 54 años a la que se le había diagnosticado la enfermedad de Alzheimer en su fase inicial en 1989. Fue acusado de asesinato, pero se retiraron los cargos el 13 de diciembre de 1990, porque no había leyes en Michigan que prohibieran el suicidio o su asistencia médica, por lo que no estaba infringiendo ninguna ley.
En 1998, Kevorkian se grabó a sí mismo administrando una inyección letal a un hombre, con el consentimiento del paciente, y emitió la cinta en el programa 60 Minutes. Se trataba de un caso muy distinto a los anteriores, en los que siempre eran los propios pacientes los que completaban el proceso de suicidio. Fue declarado culpable de asesinato en segundo grado y cumplió ocho años de una condena de entre 10 y 25 años. Fue puesto en libertad en 2007 y murió el 3 de junio de 2011.

### Legalización por estados
La muerte asistida por un médico fue legalizada por primera vez por la Ley de Muerte Digna de Oregón de 1994, con efecto retrasado por demandas judiciales hasta 1997. El Tribunal Supremo de Montana dictaminó en el caso Baxter contra Montana (2009) que no encontraba ninguna ley estatal o razón de orden público que prohibiera la muerte asistida por un médico.
Fue legalizada por Washington (estado) en 2008, Vermont en 2013, California y Washington D. C., y Colorado en 2016, Hawái en 2018, Nueva Jersey en 2019, Maine en 2020, y Nuevo México en 2021 También había sido brevemente legal en Nuevo México en 2014 y 2015 debido a una decisión judicial que fue revocada.

### Brittany Maynard
En 2014, la muerte por cáncer cerebral de Brittany Maynard, defensora de la legalización de la ayuda para morir, provocó un renovado debate en Estados Unidos sobre el suicidio asistido, y fue citada como responsable de proyectos de ley en varios estados sobre el tema. Su estado natal, California, que abandonó para residir en Oregón y acceder a su Ley de Muerte Digna, se convirtió en 2015 en el quinto estado en autorizar la ayuda para morir.

## Jurisdicciones en las que está autorizado el suicidio asistido

### California
En 1992, el grupo Californianos contra el Sufrimiento Humano propuso la Proposición 161 para permitir a los pacientes con menos de seis meses de vida el derecho a recibir asistencia médica para morir. Esta proposición ofrecía más salvaguardias contra el abuso por parte de los médicos que la Iniciativa 119 de Washington, como protecciones especiales para los pacientes en centros de enfermería. Esta medida no fue aprobada con el 46% de los votos.
Entre 1990 y 1995, los médicos se mostraron cada vez más receptivos al concepto de suicidio asistido.
Se intentaron esfuerzos posteriores para aprobar la legalización de la muerte asistida a través de la Legislatura del Estado de California en 1999, 2005 y 2006, todos los cuales fracasaron. La legislatura de California aprobó la Ley de Opción del Final de la Vida de California, un proyecto de ley que legaliza la práctica en septiembre de 2015, y el proyecto fue firmado como ley por el gobernador Jerry Brown el 5 de octubre de 2015, convirtiendo a California en el quinto estado en autorizar la ayuda médica para morir y el segundo en hacerlo a través de la legislatura. La ley comenzó a aplicarse el 9 de junio de 2016. La ley entró en vigor en junio de 2016. El proyecto de ley permite que la medicación sea prescrita por un médico autorizado a un paciente mayor de 18 años, que viva con una enfermedad crónica y que altere su vida de forma irreversible, y debe estar en su sano juicio para tomar estas decisiones.
En mayo de 2018, el juez Daniel A. Ottolia del Tribunal Superior del condado de Riverside dictaminó que el método de promulgación de la ley era inconstitucional, pero la ley fue restablecida por un tribunal de apelaciones estatal al mes siguiente.
La ley aprobada en 2016 solo era válida durante un periodo de 10 años y debía renovarse en 2026. El 5 de octubre de 2021, el gobernador de California, Gavin Newsom, firmó la prórroga del uso de la ley hasta el 1 de enero de 2031. La ley revisada también acortaba el periodo de espera de la aprobación de 15 días a 48 horas y obligaba a los proveedores de atención sanitaria a publicar en su sitio web información relativa a los cuidados al final de la vida.

### Colorado
Las representantes Lois Court y Joann Ginal presentaron una legislación sobre suicidio asistido en 2015 en la Cámara de Colorado. El proyecto de ley fue rechazado en comisión por 8 votos a favor y 5 en contra.
En abril de 2016, Julie Selsberg y Jaren Ducker presentaron una iniciativa ante el secretario de Estado con el fin de autorizar la ayuda médica para morir en noviembre de 2016 a través del proceso de votación.
El 8 de noviembre de 2016, los votantes de Colorado aprobaron la Proposición 106, la Ley de Opciones para el Final de la Vida de Colorado, legalizando la muerte asistida entre pacientes con una enfermedad terminal. Con un 65% de votos a favor, Colorado se convirtió en el tercer estado en legalizar la ayuda médica para morir por votación popular, elevando el total a seis estados.

### Distrito de Columbia
En enero de 2015, Mary M. Cheh, miembro del Consejo de Washington D. C., presentó la Ley de Muerte Digna de 2015. El 5 de octubre de 2016, el Comité de Salud y Servicios Humanos de Washington D. C. votó 3-2 a favor de la Ley de Muerte Digna. El 1 de noviembre de 2016, el Consejo del Distrito de Columbia votó 11-2 a favor de la Ley de Muerte Digna. A continuación, pasó por otra votación en el consejo y en la oficina del alcalde. La alcaldesa Bowser firmó el proyecto de ley el 23 de diciembre de 2016. Tras la revisión de 30 días por parte del Congreso de EE. UU. exigida por la Ley federal de Autonomía, y tras la incapacidad de los republicanos del Congreso de bloquear el proyecto de ley, la ley entró en vigor el 18 de febrero de 2017, convirtiéndose D.C. en la séptima jurisdicción de EE. UU. en legalizarla.

### Hawaii
Desde 2019, Hawái permite legalmente la muerte asistida, basándose en los modelos de los estados de Oregón y Washington. El gobernador David Ige firmó una ley de ayuda médica a morir el 5 de abril de 2018. La ley cuenta con salvaguardas para proteger contra el abuso, entre ellas que dos proveedores de atención médica deben confirmar el diagnóstico del paciente, su pronóstico, su capacidad para tomar decisiones y que la solicitud del paciente es voluntaria; así como que un consejero debe determinar que el paciente no tiene afecciones que puedan interferir con la toma de decisiones, como depresión no tratada. La ley exige que el paciente realice dos solicitudes verbales de medicación para poner fin a su vida, con un periodo de espera de 20 días entre ellas, y que firme una solicitud por escrito ante la presencia de dos personas, una de las cuales no puede ser un familiar. Se aplican sanciones penales a cualquiera que intente coaccionar a una persona para que obtenga medicación para poner fin a su vida o manipule la solicitud de dicho paciente.

### Maine
La Ley de Muerte con Dignidad de Maine fue presentada en la legislatura estatal en 2019 por la Representante Patricia Hymanson (D-York). El proyecto de ley fue aprobado en la Cámara por 73 a 72 y en el Senado por 19 a 16. El 12 de junio de 2019, la gobernadora Janet Mills firmó la Ley de Muerte con Dignidad de Maine convirtiendo a Maine en la novena jurisdicción en legalizar el suicidio asistido en los Estados Unidos.

### Montana
La ayuda para morir es legal en Montana por decisión del Tribunal Supremo del estado. En el caso Baxter contra Montana (2009), el Tribunal Supremo de Montana dictaminó en una decisión de cinco contra dos que la legislación estatal permite a los montaneses con enfermedades terminales solicitar medicación letal a un médico en virtud de los estatutos vigentes, en 2009. El fiscal general del estado de Montana recurrió ante el Tribunal Supremo de Montana, pero éste, por decisión de cinco a dos, confirmó la sentencia del tribunal inferior sobre la ley estatal. No obstante, el Tribunal limitó el alcance de la decisión al no determinar si la Constitución del estado protegía el derecho.

### Nueva Jersey
Un comité de la Asamblea de Nueva Jersey votó a favor de la legislación sobre el suicidio asistido, y el pleno de la Asamblea estatal votó el proyecto de ley del asambleísta John Burzichelli, conocido como A 2270, la Ley de Muerte Digna de Nueva Jersey, el 13 de noviembre de 2014, aunque el proyecto no recibió el voto del Senado. El proyecto de ley habría exigido a los pacientes con una enfermedad terminal que primero solicitaran verbalmente una prescripción a su médico tratante, seguida de una segunda solicitud verbal al menos 15 días después y una solicitud por escrito firmada por dos testigos. Además, el médico tratante tendría que ofrecer al paciente la oportunidad de rescindir su solicitud. El gobernador Chris Christie, en el momento en que el proyecto de ley se sometía a examen legislativo y votación, prometió vetar cualquier proyecto de ley relacionado con la autorización del suicidio asistido.
El senador estatal Nicolas Scutar presentó la Ley de Ayuda a Morir para los Enfermos Terminales en enero de 2018. El proyecto de ley fue aprobado en la Asamblea Estatal el 25 de marzo de 2019, y fue firmado por el gobernador Phil Murphy el 12 de abril de 2019, convirtiendo a Nueva Jersey en el séptimo estado en legalizar el suicidio asistido. La ley entró en vigor el 1 de agosto de 2019.

### Nuevo México
En enero de 2014, parecía que Nuevo México se había acercado a ser el quinto estado de Estados Unidos en legalizar el suicidio asistido por un médico a través de una sentencia judicial. "Este tribunal no puede imaginar un derecho más fundamental, más privado o más integral para la libertad, la seguridad y la felicidad de un nuevo mexicano que el derecho de un paciente competente con una enfermedad terminal a elegir la ayuda para morir", escribió la jueza Nan G. Nash, del Tribunal del Segundo Distrito de Albuquerque. Esta decisión fue revocada el 11 de agosto de 2015 por el Tribunal de Apelaciones de Nuevo México, en un fallo de 2 a 1. El Tribunal dio el veredicto: "Concluimos que la ayuda para morir no es un interés de libertad fundamental en virtud de la Constitución de Nuevo México".
El 8 de abril de 2021, la gobernadora Michelle Luján Grisham promulgó la Ley Elizabeth Whitefield de Opciones para el Final de la Vida, aprobada por la Asamblea Legislativa de Nuevo México, que legaliza el suicidio asistido en el estado. La ley permite a los enfermos terminales con seis meses o menos de vida solicitar medicación letal. Se requiere que dos expertos médicos estén de acuerdo en el diagnóstico del paciente y que éste supere un examen de competencia mental para recibir la medicación letal. Hay un periodo de espera de 48 horas, tras el cual el paciente debe tomar la medicación por sí mismo. La ley entró en vigor el 18 de junio de 2021.

### Oregón
Los votantes de Oregón aprobaron por primera vez la Ley de Muerte Digna (Death with Dignity Act, DWDA) en las elecciones generales de noviembre de 1994 por un margen del 51% frente al 49%. La Medida Electoral 16, una iniciativa ciudadana patrocinada por el Comité de Acción Política del Derecho a Morir de Oregón, preguntaba si los enfermos terminales con menos de seis meses de vida debían poder recibir una receta para fármacos letales e incluía muchas disposiciones para proteger contra el uso indebido, como dos peticiones orales y una petición por escrito del paciente. El paciente también debe ser remitido a un centro de asesoramiento si se sospecha que padece una enfermedad mental.
La ley entró en vigor en octubre de 1997, después de que una orden judicial retrasara su aplicación. En noviembre de 1997, se presentó la Medida 51 a las elecciones generales para derogar la ley. Los votantes decidieron mantener la ley por un margen del 60% frente al 40%.
Los datos de la Autoridad Sanitaria de Oregón, que publica informes anuales sobre la primera ley de muerte asistida del estado en el país, muestran que aproximadamente dos tercios de los pacientes que reciben recetas de fármacos letales las toman.
Oregón exige que un médico prescriba los fármacos y que éstos sean autoadministrados. Para poder participar, el paciente debe ser diagnosticado por un médico de cabecera, así como por un médico consultor, de una enfermedad terminal que causará la muerte del individuo en un plazo de seis meses. La ley establece que, para poder participar, el paciente debe: 
1. Tener 18 años o más.
2. Residir en Oregón.
3. Ser capaz de tomar y comunicar decisiones relativas a su salud.
4. Haber sido diagnosticado de una enfermedad terminal que causará la muerte del paciente en un plazo de seis meses.

Corresponde al médico que le atiende determinar si se cumplen estos criterios. Se requiere que el paciente solicite oralmente la medicación al menos dos veces y aporte al menos una (1) solicitud por escrito. El médico debe notificar al paciente las alternativas, como cuidados paliativos, hospicio y tratamiento del dolor. Por último, el médico debe solicitar, pero no exigir, que el paciente notifique a sus familiares más próximos que está solicitando la prescripción de una dosis letal de medicación. Suponiendo que se cumplan todas las directrices y que el paciente sea considerado competente y esté completamente seguro de que desea poner fin a su vida, el médico prescribirá los fármacos.
En 2013, un total de 1.173 personas tenían recetas prescritas en virtud de la DWDA y 752 pacientes habían fallecido por ingerir medicamentos prescritos en virtud de la DWDA. En 2013, se produjeron aproximadamente 22 muertes asistidas por cada 10.000 muertes totales en Oregón.

#### Litigios

##### Lee contra el Estado de Oregón
En diciembre de 1994, médicos y pacientes alegaron que la DWDA violaba las enmiendas primera y decimocuarta de la Constitución de EE. UU. en el caso Lee contra Oregón. El juez del Tribunal de Distrito de EE. UU. Michael Hogan impuso una medida cautelar, que más tarde convirtió en permanente, contra la Ley.
En febrero de 1997, el Tribunal de Apelación del Noveno Circuito decidió desestimar la impugnación de la Ley de Muerte Digna.

##### Medida 51, derogación en Oregón de la Muerte Digna
En 1997, la Medida 51 se incluyó en la papeleta electoral de noviembre. Fracasó, y el 60% de los votantes de Oregón, más que en la votación original de 1994, expresaron su apoyo a la Ley de Muerte Digna.

##### Oregón contra Ashcroft
El fiscal general de Estados Unidos, John Ashcroft, emitió una directiva en 2001 para impedir la aplicación de la Ley de Muerte Digna de Oregón. El estado de Oregón lo demandó con éxito y procedió a su aplicación.

### Vermont
En mayo de 2013, la Legislatura de Vermont aprobó la Ley de Elección y Control del Paciente al Final de la Vida. El gobernador Peter Shumlin la convirtió en ley. La ley se basa en el modelo de Oregón, pero es menos restrictiva que este.
Vermont fue el primer estado en aprobar una ley de muerte asistida a través del proceso legislativo. En enero de 2013 se presentó la ley en el Senado, y en mayo de 2013 fue aprobada tanto por la cámara como por el senado.
Los residentes en Vermont mayores de 18 años que sean adultos mentalmente capaces con una enfermedad terminal y un pronóstico de seis meses o menos de vida pueden solicitar verbalmente y obtener de un médico una dosis letal de medicación para acelerar su muerte. El proyecto de ley exige una segunda opinión, peticiones escritas y orales, y otras disposiciones.
En agosto de 2022, un residente de Connecticut con cáncer terminal demandó a Vermont para invalidar el requisito de residencia de la ley para la ayuda médica para morir, argumentando que era inconstitucional. Vermont resolvió el caso eliminando el requisito de no residencia, convirtiéndose en el primer estado en permitir a los médicos prescribir medicación letal a no residentes.

### Washington
En Washington, el suicidio asistido por un médico no fue legal hasta 2008.
En 1991, una pregunta en las urnas planteaba si se debía permitir que los adultos con enfermedades terminales recibieran ayuda médica para morir. La iniciativa fracasó, con un 46% de los votos.
En 1997, cuatro médicos de Washington y tres pacientes terminales presentaron una demanda para impugnar la prohibición de la ayuda médica para morir vigente en aquel momento. Esta demanda fue primero parte de un tribunal de distrito, donde se falló a favor de Glucksberg, que era el grupo de médicos y pacientes terminales. Posteriormente, la demanda fue confirmada por el Noveno Circuito, por lo que fue llevada al Tribunal Supremo, y allí el Tribunal Supremo decidió conceder a Washington un certiorari. Finalmente, el Tribunal Supremo decidió, por unanimidad, que la ayuda médica para morir no era un derecho protegido por la Constitución en el momento de este caso.
Los votantes de Washington aprobaron la Ley de Muerte Digna en las elecciones generales de noviembre de 2008 por un margen del 58% frente al 42%. El resumen de la votación decía: "Esta medida permitiría a los enfermos terminales, competentes, adultos residentes en Washington con pronóstico médico de muerte en un plazo de seis meses, solicitar y autoadministrarse medicación letal prescrita por un médico. La medida requiere dos solicitudes orales y una escrita, dos médicos que diagnostiquen al paciente y determinen que es competente, un periodo de espera y la verificación por parte del médico de una decisión informada del paciente. Los médicos, los pacientes y otras personas que actúen de buena fe tendrían inmunidad penal y civil".
Las normas y restricciones de Washington son similares, si no exactamente iguales, a las de Oregón. El paciente no sólo tiene que cumplir los criterios anteriores, sino que además tiene que ser examinado no por uno, sino por dos médicos colegiados en su estado de residencia. Ambos médicos deben llegar a la misma conclusión sobre el pronóstico del paciente. Si uno de los médicos no ve al paciente apto para la prescripción, entonces el paciente debe someterse a una inspección psicológica para saber si el paciente es de hecho capaz y mentalmente apto para tomar la decisión de la muerte asistida o no.

## Otras jurisdicciones

### Alaska
En 1999, dos enfermos terminales, Kevin Sampson y Jane Doe, solicitaron una orden que eximiera a sus médicos de ser acusados de homicidio involuntario por ayudarles a morir. El tribunal superior falló en su contra, por lo que recurrieron ante el Tribunal Supremo de Alaska. Este tribunal confirmó la sentencia anterior con el razonamiento de que el derecho a la intimidad y a la libertad de la Constitución de Alaska no permite que los enfermos terminales reciban asistencia médica para morir.
Más recientemente, la representante Harriet Drummond (D-Anchorage) ha presentado en dos ocasiones legislación para legalizar el suicidio asistido por médicos: primero en 2015 y de nuevo en 2017. En cada caso, la ley fue escuchada en el Comité de Salud y Servicios Sociales de la Cámara, y luego se trasladó a la sesión del año siguiente. En 2018, el Comité de Salud y Servicios Sociales de la Cámara aprobó el proyecto de ley 3 a 2, con 2 abstenciones, enviándolo al Comité Judicial, donde se estancó de nuevo.

### Arizona
La legislatura estatal de Arizona ha visto proyectos de ley para legalizar el suicidio asistido por médicos y la dosificación de analgésicos controlada por el paciente en numerosas ocasiones desde 2003. Cada año desde 2017 hasta 2020, se presentaron simultáneamente proyectos de ley complementarios para el suicidio asistido en la Cámara de Representantes y en el Senado, pero no lograron avanzar.
En 2017, la legislatura aprobó una ley relacionada, la SB 1439, Prohibición de discriminación contra entidades de atención médica, que prohíbe la discriminación contra los proveedores de atención médica que opten por no proporcionar asistencia para morir, en caso de que dicha atención se legalice alguna vez. Posteriormente fue firmada por el Gobernador el 24 de marzo de 2017.
En Arizona, la ciudad de Bisbee se convirtió en el primer municipio del estado en aprobar una resolución de ayuda para morir, aunque el voto no es legalmente vinculante.
La resolución establece que la ciudad de Bisbee
- Respeta la diversidad de perspectivas de sus ciudadanos,
- Apoya la igualdad de protección dentro de la diversidad de perspectivas en las decisiones sobre el final de la vida,
- Reconoce la práctica de la Ayuda a Morir como una libertad individual legítima,
- Y, aunque no es un documento jurídicamente exigible, insta a la discreción procesal del fiscal del condado de Cochise a la hora de quitar prioridad a los casos que impliquen el procesamiento de una persona que haya apoyado, estado presente o facilitado que un ser querido adelante el momento de su muerte inminente cuando se enfrenta a un sufrimiento intolerable.[76]

### Connecticut
La legislación para legalizar el suicidio asistido se introdujo por primera vez en Connecticut en 1995, cuando Oregón consideraba su propia política. Proyectos de ley similares han tenido una audiencia pública en siete de los últimos ocho años (2013-2020, a excepción de 2016), pero constantemente murieron en el comité sin llegar a una votación. HB-06425, una ley relativa a la ayuda a morir para los pacientes con enfermedades terminales, fue evaluado por el Comité de Salud Pública de Connecticut 5 de marzo de 2021 con un voto de 24-9 para enviar a la planta de la asamblea, sin embargo, luego se remitió a la Comisión Judicial y posteriormente presentado.

### Florida
Krischer contra McIver fue un caso llevado ante el Tribunal Supremo de Florida en 1997 por la sección de Florida de la Hemlock Society en un intento de anular la ley estatal contra el suicidio asistido. La cuestión era si el paciente de SIDA Charles Hall tenía este derecho, y el caso fue recurrido ante el Tribunal Supremo de Florida. Este tribunal confirmó la constitucionalidad de la ley de Florida contra el suicidio asistido.
En 2020, el senador estatal Kevin Rader (D-29) presentó el primer proyecto de ley de Florida para legalizar el suicidio asistido por médicos, el SB 1800, la Ley de Muerte Digna de Florida. El proyecto de ley fue pospuesto indefinidamente y retirado de consideración el 14 de marzo de 2020.

### Maryland
La legislatura de Maryland ha considerado y rechazado proyectos de ley sobre la muerte asistida por un médico muchas veces, a partir de 1995. De 2015 a 2017, se introdujo una Ley de Opción de Fin de Vida cada año, pero cada año se retiró sin votación. En 2019, la ley reintroducida se sometió a votación. Se aprobó en la Cámara 74-66, pero fracasó en el Senado con un empate 23-23. En 2020, se volvió a presentar la ley, pero posteriormente se dejó de lado debido a la pandemia de COVID-19. El gobernador Larry Hogan, cuyo mandato finalizaba en 2023, sugirió en el pasado que se opondría a la legislación, pero indicó en 2020 que su batalla personal contra el cáncer había cambiado su perspectiva y que ahora estaba "abierto a ambos lados de la cuestión".

### Massachusetts

Resultados de la votación de la Iniciativa de Muerte Digna de Massachusetts de 2012

La Iniciativa de Muerte Digna de Massachusetts, una medida electoral para legalizar la ayuda para morir, fue derrotada por un estrecho margen en las elecciones generales de 2012, con un 51% de votantes en contra de la propuesta.
Según una encuesta realizada por el Boston Globe y la Universidad de New Hampshire entre el 21 y el 27 de septiembre de 2012, los residentes de Massachusetts apoyaban la Pregunta 2 en un 68%, con un 20% en contra. Otra encuesta pública realizada por la Universidad de Massachusetts y YouGov American arrojó resultados similares hasta el 8 de octubre, con un 65% de apoyo y un 19% de oposición.[cita requerida]
En 1995, 1997, 2009, 2011, 2012, 2013 y 2015 se presentaron en la Cámara de Representantes de Massachusetts numerosos proyectos de ley para legalizar el suicidio asistido por un médico, tanto antes como después de la iniciativa electoral. Ninguno de estos proyectos de ley salió del comité.
En 2017, se introdujeron proyectos de ley compañeros en la Cámara y el Senado sobre el tema, con 44 y 11 copatrocinadores en los respectivos proyectos de ley, pero murieron en el comité después de una audiencia pública conjunta. En 2019, se presentó un par de proyectos de ley similares con una coalición ampliada de 67 copatrocinadores en la Cámara de Representantes y el Senado. Una versión enmendada de estos proyectos de ley, la Ley de Opciones para el Final de la Vida de Massachusetts, avanzó desde el Comité Conjunto de Salud Pública el 29 de mayo de 2020 hasta el Comité Conjunto de Financiación de la Atención Médica, donde no pudo recibir una votación antes del final de la sesión legislativa de 2020 el 31 de diciembre.
Una encuesta realizada en 2019 a 500 residentes por el Boston Globe y la Universidad de Suffolk, publicada en 2020, reveló que el 70% de los residentes de Massachusetts estaban de acuerdo en que "a los enfermos terminales [se les debería] permitir poner fin a su propia vida con la ayuda de un médico, lo que también se conoce como ayuda médica para morir." El apoyo al suicidio asistido fue similar en todas las regiones geográficas, grupos de edad y géneros, pero varió más según la raza, con un mayor apoyo entre los encuestados blancos (73%) y negros (64%), y menos apoyo entre los encuestados hispanos/latinos (50%) y asiáticos (52%). El margen de error global fue de ±4,4, pero mayor en los subgrupos más pequeños.

### Nueva York
En 1994, se presentó una demanda en Nueva York alegando que la ley contra el suicidio asistido constituía una violación de las garantías de igualdad de protección y libertad de la Decimocuarta Enmienda. Esta demanda fue rechazada por el Tribunal de Distrito basándose en que no existe un derecho al suicidio asistido otorgado por la Constitución de Estados Unidos. En 1996, el Tribunal de Apelación de EE.UU. revocó esta sentencia con el razonamiento de que la penalización del suicidio asistido viola la Cláusula de Igual Protección. Sin embargo, el Tribunal Supremo de EE. UU. revocó por unanimidad la decisión del Tribunal de Apelación de EE. UU. en Vacco contra Quill, 521 U.S. 793 (1997).
En febrero de 2015, los senadores del estado de Nueva York Brad Hoylman y Diane Savino presentaron una "Ley de Muerte Digna" para permitir el suicidio asistido por un médico en el estado.
El 7 de septiembre de 2017, en el caso Myers contra Schneiderman, el Tribunal de Apelaciones de Nueva York sostuvo que los enfermos terminales no poseían derecho al suicidio asistido por un médico en virtud de la Constitución del estado de Nueva York.

### Nevada
En mayo de 2017, el Senado del estado aprobó un proyecto de ley que pretendía legalizar el suicidio asistido por un médico. Sin embargo, cuando pasó a la Asamblea de Nevada, el Comité de Salud y Servicios Humanos optó por no avanzar en el proyecto de ley. Se volvió a presentar una legislación similar en la siguiente sesión legislativa, que tuvo lugar en 2019. Aunque una vez más fue aprobada por el comité, no se sometió a votación en el pleno del Senado antes de la fecha límite.

### Tennessee
La legislatura de Tennessee debatió por primera vez la legalización del suicidio asistido en 2015. Al año siguiente, una destacada figura política de Tennessee, John Jay Hooker, llevó la causa a los tribunales presentando una demanda solicitando el suicidio asistido por un médico. El caso estaba en proceso de apelación cuando Hooker falleció de cáncer el 24 de enero de 2016.
En 2017 se presentaron en la Cámara de Representantes y el Senado de Tennessee un par de proyectos de ley paralelos para legalizar la práctica, pero no avanzaron.

## Competencia del estado para permitir y regular
Los estados tienen potestad para regular, permitir o prohibir el suicidio asistido.
En 1997, en los casos Washington contra Glucksberg y Vacco contra Quill, el Tribunal Supremo de EE. UU. dictaminó por unanimidad que no existe un derecho constitucional al suicidio asistido y que, por tanto, los estados tienen derecho a prohibirlo. Los defensores del suicidio asistido consideraron que esto abría la puerta al debate sobre la cuestión a nivel estatal.
El caso Gonzales contra Oregón se llevó ante el Tribunal Supremo de Estados Unidos en 2006. El tribunal dictaminó que el Fiscal General de Estados Unidos no podía aplicar la Ley federal de Sustancias Controladas a los médicos que prescribían fármacos, de conformidad con la ley estatal de Oregón, para el suicidio asistido de enfermos terminales.

## En la práctica
Los departamentos de salud de los estados de Oregón y Washington publican informes anuales sobre el uso de la muerte asistida, tal y como exigen sus respectivos estatutos.
En 2011 se produjo un documental titulado How to Die in Oregon (Cómo morir en Oregón) que sigue a una mujer que recurre a la muerte asistida y entrevista a su familia y a opositores a la ley.

## Controversy
La gente no se pone de acuerdo sobre cómo debe llamarse la práctica de ayudar a morir a un enfermo terminal o discapacitado mediante el suicidio. A los partidarios les gusta llamar a esta práctica "ayuda médica para morir" porque no creen que matarse en esas circunstancias sea malo o insano. Los que se oponen suelen preferir el término "suicidio asistido por un médico" (PAS, por sus siglas en inglés). Consideran que PAS es la denominación más precisa para el acto de ayudar a alguien a poner fin a su propia vida. Como todos los debates acalorados, los términos para referirse a esta última práctica están sujetos a un encuadre político. Los partidarios suelen utilizar términos como "muerte asistida por un médico", "ayuda para morir", "muerte digna", "derecho a morir", "muerte piadosa", "muerte compasiva", "elección del final de la vida" y "asistencia médica al final de la vida". Los opositores no consideran esta última práctica como un procedimiento médico legítimo, de ahí que consideren las etiquetas mencionadas como eufemismos y utilicen el término "suicidio asistido".
La controversia en torno a la legalización de esta práctica suele surgir de la preocupación por su intersección con circunstancias o familiares manipuladores; los pronósticos inexactos, la exactitud de los certificados de defunción, la desigualdad de acceso a la asistencia sanitaria, los problemas financieros, el Efecto Werther, la defensa de la ampliación de la práctica a las personas con discapacidad, las muertes de personas discapacitadas en lugares como Canadá que han occipitado por falta de apoyo social, las pruebas de abusos en otras jurisdicciones en las que el suicidio asistido por un médico está autorizado y el capacitismo en general. Los que se oponen consideran estos factores razones legítimas para mantener ilegal el suicidio asistido por un médico.

### Debate sobre si el suicidio asistido/ayuda médica para morir es o no un suicidio
El suicidio se refiere al acto de quitarse la vida. Los que se oponen consideran que este término es apropiado para describir la muerte asistida, debido a la dinámica social y personal que puede presionar a alguien para que elija la muerte. Los opositores también citan el hecho de que los oncólogos y otros médicos no psiquiátricos encargados de derivar a los pacientes para que reciban asesoramiento no están capacitados para detectar trastornos complejos y potencialmente invisibles, como la depresión clínica.
Sus defensores consideran que la "ayuda médica para morir" difiere del suicidio porque dos médicos deben confirmar que el paciente padece una enfermedad terminal con un pronóstico de 6 meses o menos de vida y también deben confirmar que el paciente es mentalmente capaz de tomar decisiones médicas. Por ello, los partidarios del suicidio apoyan los certificados de defunción en los que figure la enfermedad subyacente como causa de la muerte. Según los proponentes, el suicidio es un acto solitario y no regulado, mientras que la ayuda para morir está autorizada médicamente y su finalidad es permitir la presencia de seres queridos. Los defensores definen el "suicidio" como un acto irracional cometido en medio de una enfermedad mental. Afirman que este último acto es fundamentalmente distinto de la práctica que defienden, ya que pretende ser un acto medido.
Por el contrario, los opositores consideran que esta caracterización del suicidio es errónea. Señalan que la gente se suicida por motivos políticos, por las mismas razones que los defensores citan como justificaciones racionales de la muerte asistida, y que los enfermos mentales que se convierten en enfermos terminales pueden experimentar la muerte asistida como una posible "salida" respecto a la ideación suicida contra la que habían luchado anteriormente. Además, argumentan que las muy publicitadas muertes de los defensores de la muerte asistida son actos políticos.

## Suicidio asistido frente a eutanasia
En Estados Unidos, el suicidio asistido es una práctica mediante la cual una persona con una enfermedad terminal que se cree que está en su sano juicio y tiene un pronóstico de seis meses o menos solicita, obtiene y –si considera que su sufrimiento se ha vuelto insoportable– se autoadministra barbitúricos para poner fin a su vida.
La eutanasia, que se practica en algunos estados de Australia, Canadá, Bélgica, Colombia, Luxemburgo, Países Bajos, Nueva Zelanda, Portugal y España, es una práctica en la que otra persona (generalmente un médico) actúa para causar la muerte. La eutanasia es ilegal en Estados Unidos, mientras que el suicidio asistido está autorizado actualmente en diez estados y en el Distrito de Columbia.

## Opinión pública
El apoyo público a la muerte asistida oscila entre el 45% y el 75%, dependiendo de la profundidad de las preguntas y de su formulación. Por ejemplo, en "The Murky Issue of Whether The Public Supports Assisted Dying", la periodista Katherine Sleeman señalaba:
"No es sorprendente que la aceptabilidad de la muerte asistida varíe según el contexto preciso... una encuesta de ComRes/Care en 2014 encontró que el 73% estaba de acuerdo con la legalización de un proyecto de ley que permite, "Mentalmente competentes, los adultos en el Reino Unido que tienen una enfermedad terminal y han declarado una intención clara y decidida de poner fin a su propia vida, que se les proporcione asistencia para suicidarse mediante la autoadministración de fármacos letales." Pero el 42% de estas mismas personas cambiaron posteriormente de opinión cuando se les expusieron algunos de los argumentos empíricos en contra de la muerte asistida, como el riesgo de que se presione a las personas para que pongan fin a su vida para no ser una carga para sus seres queridos".

### Gallup
En una encuesta Gallup de mayo de 2020, el 74 % de los adultos estadounidenses afirma que los médicos deberían poder poner fin a la vida de un paciente con una enfermedad incurable "por algún medio indoloro" si el paciente y su familia lo solicitan".
En una encuesta de Gallup de mayo de 2016, el 69 % de los estadounidenses dijeron estar de acuerdo en que "cuando una persona tiene una enfermedad que no se puede curar... los médicos deberían estar autorizados por ley a poner fin a la vida del paciente por algún medio indoloro si el paciente y su familia lo solicitan". El hecho de que la salvedad en esta encuesta sea enfermedad incurable en lugar de enfermedad terminal representa una de las principales objeciones de los opositores a la muerte asistida.
En una encuesta de Gallup de mayo de 2015, el 68% de los estadounidenses estaban de acuerdo en que "las personas con enfermedades terminales... tienen derecho a elegir poner fin a su propia vida".
Una encuesta de Gallup de 2014 reveló que el 69% de los estadounidenses piensa que la ley debería permitir a los médicos poner fin a la vida de un paciente que tiene una enfermedad que no se puede curar "por algún medio indoloro si el paciente y su familia lo solicitan."

### Otras encuestas
En 2014, una encuesta de Harris Poll reveló que el 74% de los estadounidenses está de acuerdo en que "las personas con enfermedades terminales... tienen derecho a elegir poner fin a su propia vida".
Medscape encuestó a 17.000 médicos estadounidenses de 28 especialidades médicas sobre cuestiones relacionadas con el final de la vida. La encuesta reveló que el 54% de los médicos cree que el suicidio asistido, o la ayuda médica para morir, debería estar disponible como opción al final de la vida.

## Defensores

### Líderes religiosos
- Desmond Tutu[105][106]
- George Carey[107]

### Actores
- Patrick Stewart[108]
- Leonard Nimoy[109]
- Olympia Dukakis[110]
- Elliott Gould[111]
- Montel Williams[112]
- Florence Henderson

### Personalidades públicas
- George Will
- Derek Humphry
- Jack Kevorkian
- Diane Rehm[113]
- Brittany Maynard[114][115]
- Philip Nitschke
- Jeanne Phillips
- Betty Rollin
- Jane E. Brody
- Dolores Huerta

## Opositores

### Personalidades públicas
- Dean Koontz
- Charles Krauthammer

### Políticos
- Victoria Reggie Kennedy
- Ralph Nader
- Denise Provost

### Abogados
- Wesley J. Smith
- Harriet McBryde Johnson
- Shain Neumeier

### Médicos
- Ira Byock

### Activistas
- Ari Ne'eman
- Marilyn Golden
- Lydia Brown
- Dominick Evans
- Corbett O'Toole
- Alice Wong (activista por los derechos de los discapacitados)

### Actores
- Liz Carr
- Martin Sheen

### Académicos
- Rosemarie Garland-Thomson
- Paul K. Longmore
- Adrienne Asch

## Organizaciones de apoyo
- Colegio Americano de Medicina Legal[116]
- Asociación Americana de Estudiantes de Medicina[117]
- Asociación Americana de Mujeres Médicas[118]
- Asociación Americana de Salud Pública[119]
- Coalición por la Libertad y la Justicia[120]
- Compasión y Opciones
- Centro Nacional de Muerte Digna
- GLMA: Profesionales de la Salud a favor de la Igualdad LGBT[121]
- Asociación Nacional de Trabajadores Sociales[122]
- Liga de Mujeres Mayores[123]
- Asociación Americana de Enfermeras de California[124]
- Final de la vida en Washington[125]
- Asociación de Hospicios y Hospicios Paliativos de Oregón[126]
- Triage Cancer[127]

## Organizaciones neutrales
- Academia Americana de Hospicios y Medicina Paliativa
- Sociedad Americana de Farmacéuticos del Sistema de Salud
- Asociación Americana de Psicología
- Asociación Americana de Farmacéuticos
- Coalición de Cuidados Compasivos de California
- Asociación de Hospicios y Cuidados Paliativos de California
- Asociación Médica de California
- Sociedad Médica de Colorado
- Consejo de Hospicios y Cuidados Paliativos de Vermont
- Kokua Mau (Hawai)
- Asociación de Hospicios y Cuidados Paliativos de Missouri
- Asociación de Enfermería Oncológica
- Asociación de Psiquiatría de Vermont
- Asociación Médica del Estado de Washington
- Asociación Psicológica del Estado de Washington

## Organizaciones opositoras
- Asociación Médica Americana[128]
- Asociación Nacional de Lesionados Medulares
- Asociación Mundial de Personas con Discapacidad
- Asociación Americana de Personas con Discapacidad
- Coalición para la Prevención de la Eutanasia
- Consejo Nacional de la Discapacidad
- ADAPT
- Consejo Nacional de Vida Independiente
- Fondo de Acción por los Derechos de los Pacientes
- LULAC
- Aún no estamos muertos
- Fondo para la Educación y Defensa de los Derechos de los Discapacitados
- Arc de Estados Unidos
- TASH
- Asociación Americana de Enfermería
- Red de Mujeres Autistas y No Binarias
- Colegio Americano de Médicos
- Iglesia Católica Romana
- Asociación Médica Islámica de Norteamérica
- Asociación Médica Mundial
- Grupo de Trabajo Internacional sobre Eutanasia y Suicidio Asistido (Consejo de los Derechos del Paciente)